# You Mean the World to Me
You Mean the World to Me är den fjärde singeln från R&B-sångerskan Toni Braxtons självbetitlade debutalbum (1993). Sången släpptes i maj 1994 och blev en radio-hit med en sjunde placering på USA:s singellista Billboard Hot 100 och en tredje på förgreningslistan Billboard Hot R&B/Hip-Hop Songs. I sången upptäcker Toni att hennes älskare betyder allt, men han måste skärpa sig eller annars bli utkastad. 

## Musikvideo
Singeln musikvideo regisserades av Lionel C. Martin och visar Braxton som spelar piano medan andra klipp visar sångerskan i en stor herrgård med den manliga motparten (spelad av Michael Bacon). Videon visades ofta under året.

## Format och innehållsförteckningar
US CD singel
1. "You Mean the World to Me" (Radio Edit) – 4:00
2. "You Mean the World to Me" (Radio Edit Remix) – 4:11
3. "You Mean the World to Me" (Extended Mix) – 5:32
4. "Seven Whole Days" (Live) – 6:15

UK CD singel
1. "You Mean the World to Me" (Radio Edit) – 4:00
2. "You Mean the World to Me" (Extended Mix) – 5:32
3. "Seven Whole Days" (Ghetto Vibe) – 6:32
4. "Seven Whole Days" (Live) – 6:15

UK 12" singel
- A-sida:

1. "You Mean the World to Me" (Extended Mix) – 5:32

- B-sida:

1. "Seven Whole Days" (Ghetto Vibe) – 6:32
2. "Seven Whole Days" (Ghetto Instrumental) – 6:36

## Listor
| Lista (1994)                         | Topp position |
| ------------------------------------ | ------------- |
| Australian Singles Chart             | 49            |
| German Singles Chart                 | 69            |
| New Zealand Singles Chart            | 32            |
| UK Singles Chart                     | 30            |
| U.S. Billboard Hot 100               | 7             |
| U.S. Billboard Hot R&B/Hip-Hop Songs | 3             |
| U.S. Billboard Adult Contemporary    | 4             |